# ACS Applied Materials & Interfaces
ACS Applied Materials & Interfaces (nach ISO 4-Standard in Literaturzitaten mit ACS Appl. Mater. Interfaces abgekürzt) ist eine wöchentlich erscheinende Peer-Review Fachzeitschrift, die von der American Chemical Society herausgegeben wird. Die Erstausgabe erschien im Januar 2009. In der Fachzeitschrift werden Artikel, welches sich mit der Frage, wie neu entdeckte Materialien und Grenzflächenprozesse entwickelt und für spezifische Anwendungen genutzt werden können, veröffentlicht.
Die Zeitschrift erschien ursprünglich monatlich, ab 2013 zweiwöchentlich und ab 2015 wöchentlich. Aktueller Chefredakteur ist Kirk S. Schanze von der University of Texas at San Antonio.
ACS Applied Materials & Interfaces beschäftigt sich mit aktiven und passiven elektronisch-optischen Materialien, Beschichtungen, Kolloiden, Biomaterialien, Polymeren, Hybrid- und Kompositmaterialien, Reibung und Verschleiß und wird aktuell in CAS, MEDLINE/PubMed, Current Contents und dem Science Citation Index indiziert.